# 한국 농어촌사랑 방송예술인 공동체
한국 농어촌사랑 방송예술인 공동체는 방송예술인들의 상호간의 친목을 도모하고 농어촌지역의 문화적 지위와
행복가치를 창출하기 위해 봉사하는 것을 목적으로 2011년 6월 27일 설립허가된 대한민국 농림수산식품부 소관의 사단법인이다. 
http://farmlove.co.kr/index.php

## 주요 사업
- 농어촌에 필요한 출판, 홍보, 문화사업
- 농어촌 돕기 및 도농 교류사업
- 농어촌지역 문화 공연 사업
- 농수축산물 소비촉진 및 기획홍보
- 기타 법인의 목적에 부합하는 제반 사업